# Astronaut (Film)
Astronaut (Originaltitel: Astronaut) ist ein kanadischer Film des Regisseurs Shelagh McLeod aus dem Jahr 2019.

## Handlung
Der pensionierte Straßenbauingenieur Angus Stewart hat zeit seines Lebens von einem Flug ins All geträumt. Nun sieht er mit 75 Jahren eine Chance: Der Milliardär Marcus Brown will ein Ticket über einen nationalen Wettbewerb vergeben.

## Hintergrund
Der Film wurde erstmals 2019 auf dem Edinburgh International Film Festival in der Kategorie World Perspectives gezeigt.
Kinostart in Deutschland war am 15. Oktober 2020.

## Auszeichnungen
- 2019: Nominierung für den Audience Award auf dem Edinburgh International Film Festival.[4]